# Fred Markus
Alfred Henry „Fred“ Markus (* 26. Juni 1937 in Toronto; † 30. März 2022 in Maitland, Australien) war ein kanadischer Radrennfahrer.

## Biografie
Fred Markus kaufte sich 1951 sein erstes Rennrad und gab sein internationales Debüt bei den British Empire and Commonwealth Games 1954. Bei den Olympischen Sommerspielen 1956 in Melbourne startete er im Straßenrennen, welches er jedoch nicht beendete. Kanada kam mit Patrick Murphy, Fred Markus und James Davies nicht in die Mannschaftswertung im Straßenrennen.
Zudem ging er im Bahnradsport sowie im Sprint an den Start. 1958 nahm er an den British Empire and Commonwealth Games sowie an den Weltmeisterschaften teil. Im letzten Jahr seiner Karriere nahm er an den Panamerikanischen Spielen 1959 teil.
Absolvierte ein Chemieingenieurwesen-Studium am Ryerson Institute of Technology und zog er 1963 nach Australien, wo er bis zu seiner Pensionierung 1999 als Wirtschaftsingenieur tätig war.